# Spix' muisspecht
De Spix' muisspecht (Xiphorhynchus spixii) is een zangvogel uit de familie Furnariidae (ovenvogels). De vogel is in 1830 door René-Primevère Lesson beschreven en als eerbetoon vernoemd naar Johann Baptist von Spix.

## Verspreiding en leefgebied
Deze soort komt voor in het zuidoostelijk Amazonegebied van Brazilië bezuiden de Amazonerivier. 

## Status
De grootte van de populatie is niet gekwantificeerd maar de soort wordt omschreven als vrij algemeen. Op de Rode lijst van de IUCN heeft deze soort de status niet bedreigd.